# Метеор-3М
«Метеор-3М» (автоматический космический аппарат) — спутник гидрометеорологического обеспечения. Предназначался для оперативного получения изображения облачности и подстилающей поверхности в оптическом и ближнем инфракрасном диапазонах спектра, данных о температуре и влажности воздуха, температуре морской поверхности и облаков, накапливания их в бортовом запоминающем устройстве и передачи на землю. Осуществлял мониторинг озоносферы. Создан по заданию Роскосмоса и Росгидромета.

## Общие характеристики
- тип спутника — метеорологический;
- головной разработчик — ФГУП НИИЭМ, г. Истра, Московской области;
- запуск — 10 декабря 2001;
- средства выведения — Зенит;
- орбита КА — круговая, солнечно-синхронная;
  - высота: 1020 км;
  - наклонение: 99º60';
  - период обращения: 105,3 мин;
  - корректируемость орбиты — отсутствует;
  - стартовая масса КА, кг — 2476;
- габаритные размеры, м;
- высота:
- ширина с развёрнутыми фотоэлектрическими батареями (БФ):
- диаметр оп.окр. корпуса:
- мощность фотоэлектрических преобразователей (ФЭП), Вт — 1200.

## Назначение
Обеспечение подразделений Федеральной службы России по гидрометеорологии и мониторингу окружающей среды, а также других ведомств оперативной гидрометеорологической информацией.
КА предназначен для получения:
- глобальных и локальных изображений облачности, поверхности Земли, ледового и снежного покровов в видимом, ИК диапазонах для синоптического анализа и уточнения синоптических процессов;
- данных для определения температуры морской поверхности и высоте верхней границы облачности;
- данных для определения местоположения и динамики перемещения атмосферных вихрей;
- данных о распределении озона в атмосфере и его общего содержания;
- данных для определения вертикального распределения аэрозолей и малых газовых компонент атмосферы.

## Состав КА
Спутник состоит из спутниковой платформы (СП) и полезной нагрузки (ПН). В состав ПН входят следующие системы:
- cканирующая ТВ-аппаратура с системой запоминания для получения глобальной информации МР-2000М1;
- ИК-сканер для получения глобальной информации и изображений в режиме АРТ (КЛИМАТ);
- микроволновый радиометр интегрального влажностного зондирования атмосферы (МИВЗА);
- микроволновый радиометр температурного и влажностного зондирования атмосферы (МТВЗА);
- комплекс геофизических измерений КГИ-4С;
- аппаратура измерения геоактивных излучений МСГИ-5ЕИ;
- ультрафиолетовый спектрометр (лимбовый) СФМ-2;
- многоканальное сканирующее устройство высокого разрешения МСУ-Э;
- многоканальное сканирующее устройство среднего разрешения МСУ-СМ;
- определение вертикального распределения аэрозоля и малых газовых компонент атмосферы SAGE-III (США).

## Эксплуатация
Вскоре после запуска возникли проблемы с передачей данных с борта на землю. Специалисты считали причиной возникших проблем сбои в работе МР-200М1.
Так же из-за технических проблем были ограничены возможности работы МТВЗА и МИВЗА.
В начале полёта вышел из строя передатчик SAGE-III. Парировано включением дублирующего передатчика.
11 декабря 2003г. директор НИЦ "Планета" В.Асмус сообщил, что метеорологическая полезная нагрузка КА "Метеор-3М" полностью прекратила своё существование.